# Sebastian Paier
Sebastian Paier (* 21. Juni 2000) ist ein österreichischer Fußballspieler.

## Karriere
Paier begann seine Karriere beim SVA Kindberg, der 2014 mit dem SC Mürzhofen/Allerheiligen fusionierte und zum FC Kindberg-Mürzhofen wurde. Zwischen 2014 und 2016 trat er auch im Nachwuchsbereich des SK Sturm Graz in Erscheinung und spielte abwechselnd für die Jugend der Kindberger und der Grazer. Zur Saison 2016/17 wechselte er zur Kapfenberger SV, wo er zunächst für die Drittmannschaft, den ASC Rapid Kapfenberg, zum Einsatz kam.
Im September 2017 debütierte er für die Zweitmannschaft der Kapfenberger in der Landesliga, als er am zehnten Spieltag der Saison 2017/18 gegen den ASK Voitsberg in der Startelf stand.
Im Mai 2018 gab er sein Debüt für die Profis von Kapfenberg in der zweiten Liga, als er am 35. Spieltag jener Saison gegen den TSV Hartberg in der 78. Minute für Danijel Račić eingewechselt wurde. Nach der Saison 2018/19 verließ er die KSV und wechselte zum Regionalligisten SC Weiz. Für Weiz spielte er viermal in der Regionalliga. Zur Saison 2020/21 zog er zum viertklassigen SC Bruck/Mur weiter. Für Bruck lief er in drei Saisonen 59 Mal in der Landesliga auf.
Zur Saison 2023/24 wechselte Paier eine Liga tiefer zum fünftklassigen FC Gratkorn. Für Gratkorn kam er aber nie zum Einsatz, das Team stieg zu Saisonende aus der Oberliga ab. Paier wechselte daraufhin zur Saison 2024/25 zum fünftklassigen FC Trofaiach.